# Negrete
Negrete é uma comuna da província de Biobío, localizada na Região de Biobío, Chile. Possui uma área de 156,5 km² e uma população de 8.579 habitantes (2002).
A comuna limita-se: a oeste com Nacimiento; a norte com Los Ángeles; a leste com Mulchén; a sul com Renaico, na Região da Araucanía.

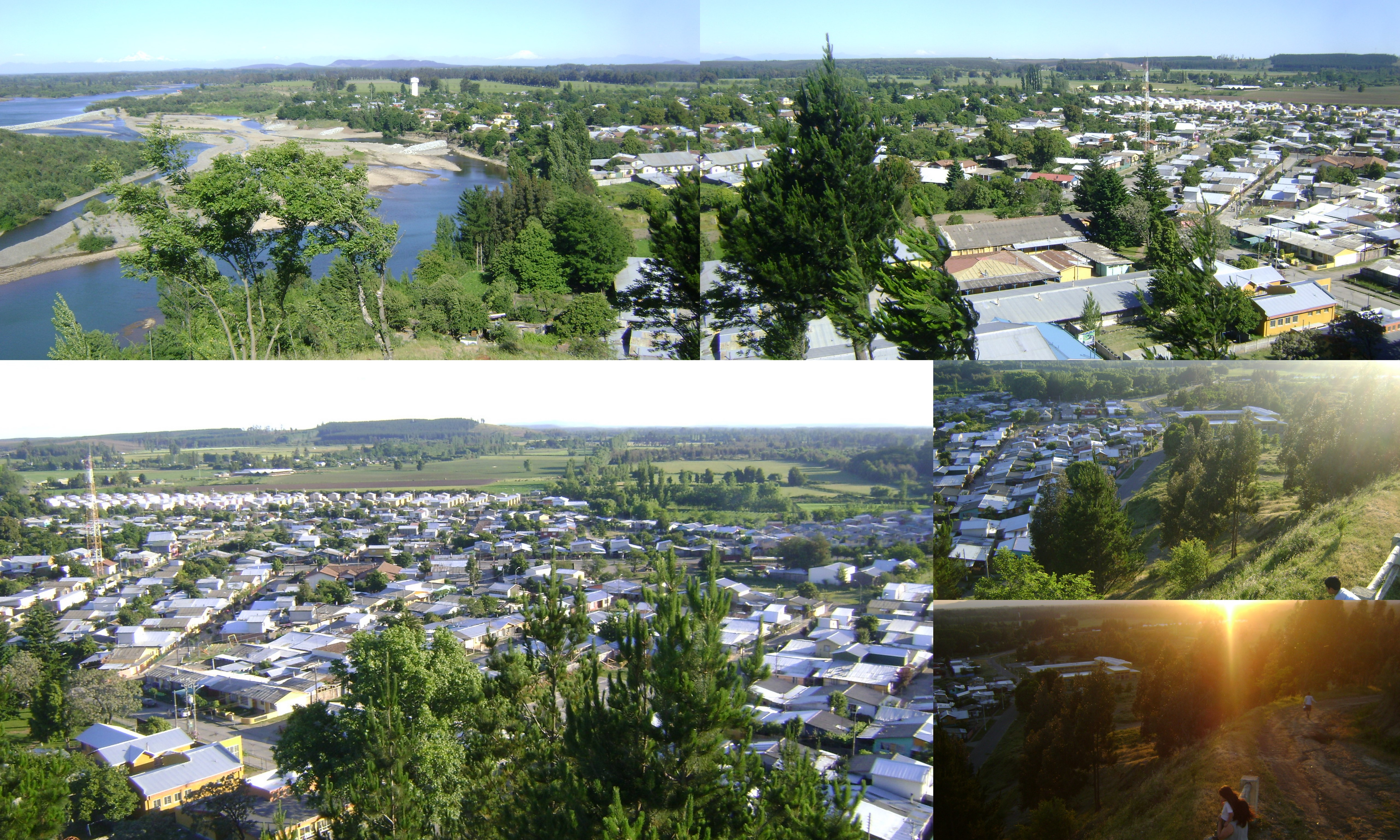
[http://www.panoramio.com/photo/31256021 Negrete, junto ao rio Bio-Bio, visto do topo do Cerro Mariman.